# Jérôme Mahieu
Jérôme Mahieu, mort à Bruxelles en 1737, est un facteur de clavecins actif en cette ville.

## Biographie
Comme c'est le cas pour de nombreux artistes ou artisans bruxellois avant 1800, et malgré une intéressante production, la vie de Jérôme Mahieu, n'a jusqu'à présent fait l'objet d'aucune étude biographique. Peut être s'identifie-t-il au Jérôme Mahieu qui épousa à Bruxelles en la collégiale de Sainte-Gudule le 22 février 1700, Élisabeth Du Trieu.
Rien non plus n'est encore connu sur sa formation ou sur sa famille.

## Activité
Son atelier était situé « sur le Nieulant » (rue Terre-Neuve) à Bruxelles.
Le journal Les Relations véritables de 1737 signale la vente de plusieurs instruments provenant de sa mortuaire et la Gazette van Gend du 6 juillet 1780 signale une autre vente chez un particulier d'un clavecin par Mahieu.
Il existe encore actuellement plusieurs exemplaires de sa production, ainsi, un clavecin signé Jérôme Mahieu a été signalé à Paris en 1952, il avait comme signature «  Hieronymus Mahieu me fecit Bruxellis A. 1732 ».